# Elfstedenrace
De BetCity Elfsteden Race is een internationale profwielrenwedstrijd in de Nederlandse provincie Friesland. De dagkoers maakt deel uit van de UCI Europe Tour en heeft een UCI-classificatie van 1.1. De race maakt samen met de EasyToys Bloeizone Fryslân Tour onderdeel uit van de Bloeizone Fryslân vierdaagse. In 2023 werd BetCity hoofdsponsor van de koers.
De eerste editie, die ruim 199 km lang was, werd verreden op 6 maart 2022. Hierbij werden alle Friese elf steden aangedaan. Start en finish waren in Leeuwarden. De eerste winnaar van deze koers was Emmenaar Elmar Reinders. Sinds 2023 vindt de koers plaats in begin oktober en stond de koers ingeschreven als 1.1-koers. De editie van 2024 kende een primeur. De koers werd zonder politiebegeleiding verreden, die wegens een gebrek aan capaciteit geen wielerwedstrijden in Noord-Nederland meer kunnen begeleiden. De route was zodanig aangepast dat centra en drukke punten zoveel mogelijk werden vermeden.